# Gemsstock
Der Gemsstock ist ein 2962 m ü. M. hoher Berg in der Chastelhorn-Pizzo-Centrale-Kette der Gotthard-Gruppe im Schweizer Kanton Uri.

## Lage
Der Gemsstock liegt südlich von Andermatt respektive dem Urserental zwischen der Unteralp im Osten und dem zum Gotthardpass führenden Gamsboden im Westen. 1,3 Kilometer südwestlich des Gipfels liegt das Chastelhorn (2973 m ü. M.) und 2,7 Kilometer südlich der Pizzo Centrale (2999 m ü. M.).
Nördlich von Haupt- und Nebengipfel (2954 m ü. M.) erstreckt sich der Gurschenfirn (ein kleiner Gletscher), südwestlich, an der Nordflanke des Chastelhorns der Sankt Annafirn, im Süden der Schwarzwasserfirn. Um den Gurschenfirn gegen allzu schnelle Abschmelzung zu schützen, wird er seit einigen Jahren im Sommer mit Folie abgedeckt.
An Nord- und Ostflanke gibt es mehrere Bergseen, darunter das Luterseeli (2281 m ü. M.).
Nach der SOIUSA-Einteilung gehört der Berg zum Abschnitt 10, den Lepontinischen Alpen.

## Luftseilbahn und Bergsport

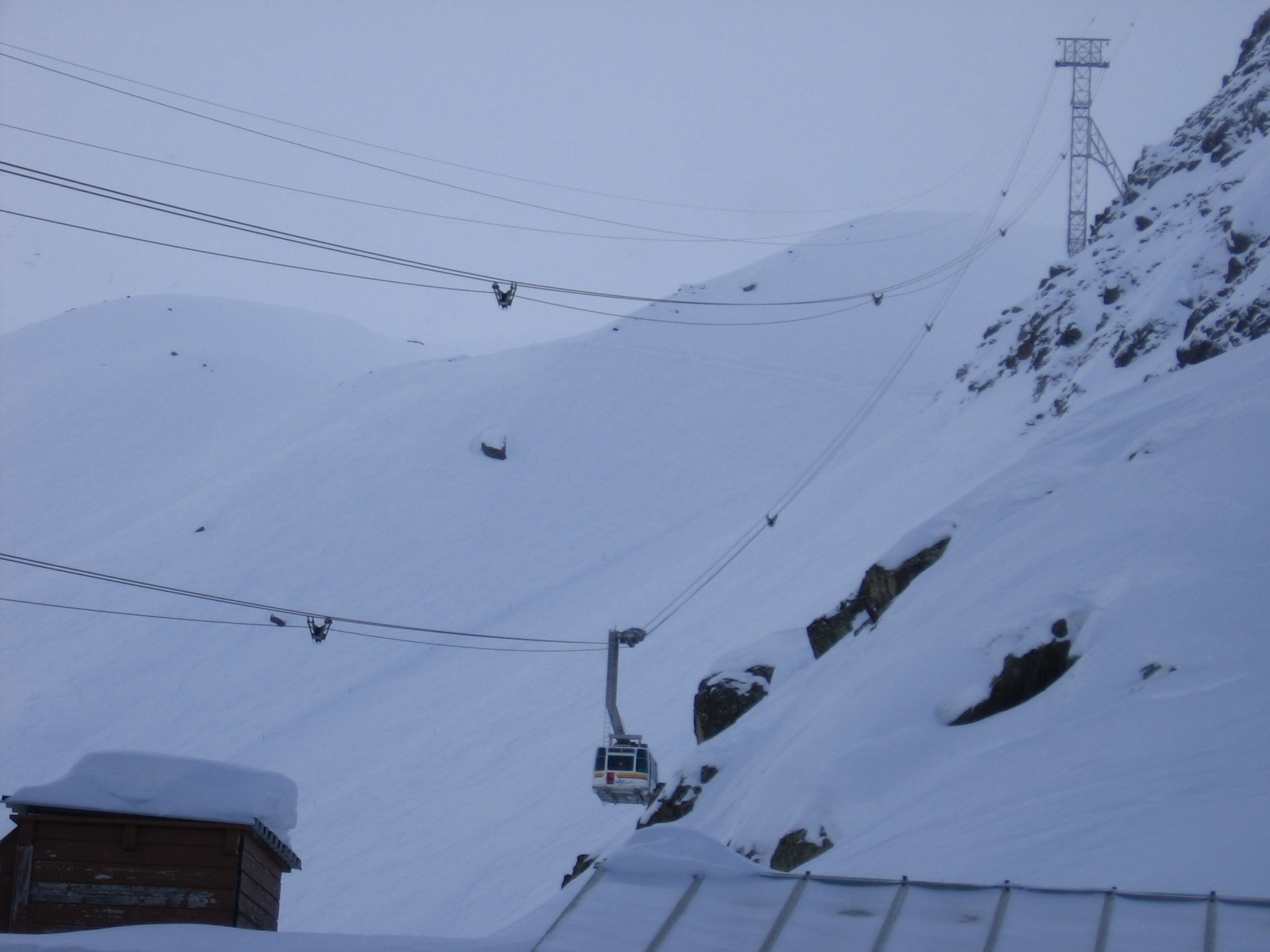
Zweite Sektion der Luftseilbahn

Von Andermatt (1437 m ü. M.) führt eine Luftseilbahn auf den Gemsstock. Die Seilbahn ist aufgegliedert in zwei Sektionen; auf der Gurschenalp (2212 m ü. M.) befindet sich die Mittelstation.
Der Gemsstock ist zusammen mit dem Nätschen nordöstlich von Andermatt Teil des Skigebiets Skiarena Andermatt-Sedrun. Neben der Luftseilbahn gehören ein Sessellift und ein Skilift bei der Mittelstation dazu. Vom Gemsstock aus gibt es zahlreiche Möglichkeiten für Freeride-Abfahrten abseits der Pisten. Eine Abfahrt vom Gemsstock ist nach dem Andermatter Skirennfahrer Bernhard Russi benannt.
Ausserhalb der Wintersaison verkehrt die Seilbahn im Hochsommer und während der Herbstferien. Ab der Bergspitze gibt es nur Alpinwanderrouten. Wege führen zur Vermigelhütte (2042 m ü. M.) in der Unteralp und über Gafallenlücke, Gloggentürmli und Lago della Sella zum Gotthardpass.